# Wiadrów
Wiadrów (niem. Wederau) – wieś w Polsce położona w województwie dolnośląskim, w powiecie jaworskim, w gminie Paszowice.

## Podział administracyjny
W latach 1975–1998 miejscowość administracyjnie należała do województwa legnickiego.

## Położenie
Miejscowość położona jest na Przedgórzu Sudeckim, a dokładniej w Obniżeniu Podsudeckim, nad Nysą Małą.

## Historia
Pierwsza wzmianka pochodzi z roku 1285 jako o wsi Wederow. W roku 1430 husyci zniszczyli wieś i zamek. W roku 1793 w Wiadrowie odbywały się rokowania pomiędzy zbuntowanymi tkaczami z Bolkowa a rządem pruskim.

## Zabytki
Do wojewódzkiego rejestru zabytków wpisane są obiekty:
- Kościół Podwyższenia Krzyża w Wiadrowie,  rzymskokatolicki filialny z XIII w., przebudowany w XVII-XIX w., na ścianach tego kościoła znajdują się płaskorzeźby (epitafia) z XV w.
- cmentarz przykościelny
- kościół ewangelicki (obecnie ruiny), z połowy XVIII w.
- zespół pałacowy, z XVI w., przebudowany w XIX/XX w.:
  - pałac otoczony fosą, w którym mieszczą się obecnie zamurowane przejścia podziemne. W tych piwnicach była także studnia, gdzie właściciel pałacu czerpał wodę. W latach 60. XX wieku, w trakcie remontu pałacu, studnia została zasypana. Pałac aktualnie należy do prywatnego przedsiębiorcy rolniczego
  - park

inne:
- cmentarz poniemiecki, gdzie zostały pochowane ofiary z wielkiej powodzi w Wiadrowie z lat 20. XX wi. W roku 1977 i 1997 Wiadrów nawiedziły jeszcze dwie wielkie powodzie, które obeszły się bez ofiar, ale skutkiem tej powodzi została skażona woda pitna i cześć dróg została zniszczona. Jest tam też kilkusetletni pomnik przyrody – Klon jawor chroniony prawem.